# Biatlon na Zimních olympijských hrách 2006
Biatlon na olympiádě v Turíně se konal od 11. do 25. února na trati Cesana-San Sicario.

## Medailové pořadí zemí
| Pořadí | Země           | Zlato | Stříbro | Bronz | Celkově |
| ------ | -------------- | ----- | ------- | ----- | ------- |
| 1.     | Německo (GER)  | 5     | 4       | 2     | 11      |
| 2.     | Rusko (RUS)    | 2     | 1       | 2     | 5       |
| 3.     | Francie (FRA)  | 2     | 0       | 2     | 4       |
| 4.     | Švédsko (SWE)  | 1     | 1       | 0     | 2       |
| 5.     | Norsko (NOR)   | 0     | 3       | 3     | 6       |
| 6.     | Polsko (POL)   | 0     | 1       | 0     | 1       |
| 7.     | Ukrajina (UKR) | 0     | 0       | 1     | 1       |
|        | Celkem         | 10    | 10      | 10    | 30      |

## Medailisté

### Muži
| Disciplína         | Zlato                                                                     | Výkon     | Stříbro                                                                             | Výkon     | Bronz                                                                               | Výkon     |
| ------------------ | ------------------------------------------------------------------------- | --------- | ----------------------------------------------------------------------------------- | --------- | ----------------------------------------------------------------------------------- | --------- |
| vytrvalostní závod | Michael Greis · Německo (GER)                                             | 54:23,0   | Ole Einar Bjørndalen · Norsko (NOR)                                                 | 54:39,0   | Halvard Hanevold · Norsko (NOR)                                                     | 55:31,9   |
| sprint             | Sven Fischer · Německo (GER)                                              | 26:11,6   | Halvard Hanevold · Norsko (NOR)                                                     | 26:19,8   | Frode Andresen · Norsko (NOR)                                                       | 26:31,3   |
| stíhací závod      | Vincent Defrasne · Francie (FRA)                                          | 35:20,2   | Ole Einar Bjørndalen · Norsko (NOR)                                                 | 35:22,9   | Sven Fischer · Německo (GER)                                                        | 35:35,8   |
| hromadný start     | Michael Greis · Německo (GER)                                             | 47:20,0   | Tomasz Sikora · Polsko (POL)                                                        | 47:26,3   | Ole Einar Bjørndalen · Norsko (NOR)                                                 | 47:32,9   |
| štafeta            | Německo (GER) · Sven Fischer · Michael Greis · Ricco Groß · Michael Rösch | 1:21:51.5 | Rusko (RUS) · Ivan Čerezov · Sergej Čepikov · Pavel Rostovcev · Nikolaj Kruglov ml. | 1:22:12.4 | Francie (FRA) · Julien Robert · Vincent Defrasne · Ferréol Cannard · Raphaël Poirée | 1:22:35.1 |

### Ženy
| Disciplína         | Zlato                                                                                      | Výkon     | Stříbro                                                                                 | Výkon     | Bronz                                                                                               | Výkon     |
| ------------------ | ------------------------------------------------------------------------------------------ | --------- | --------------------------------------------------------------------------------------- | --------- | --------------------------------------------------------------------------------------------------- | --------- |
| vytrvalostní závod | Světlana Išmuratovová · Rusko (RUS)                                                        | 49:24,1   | Martina Glagowová · Německo (GER)                                                       | 50:34,9   | Albina Achatovová · Rusko (RUS)                                                                     | 50:55,0   |
| sprint             | Florence Baverelová-Robertová · Francie (FRA)                                              | 22:31,4   | Anna Carin Olofssonová-Zideková · Švédsko (SWE)                                         | 22:33,8   | Lilija Jefremovová · Ukrajina (UKR)                                                                 | 22:38,0   |
| stíhací závod      | Kati Wilhelmová · Německo (GER)                                                            | 36:43,6   | Martina Glagowová · Německo (GER)                                                       | 37:57,2   | Albina Achatovová · Rusko (RUS)                                                                     | 38:05,0   |
| hromadný start     | Anna Carin Olofssonová-Zideková · Švédsko (SWE)                                            | 40:36,5   | Kati Wilhelmová · Německo (GER)                                                         | 40:55,3   | Uschi Dislová · Německo (GER)                                                                       | 41:18,4   |
| štafeta            | Rusko (RUS) · Anna Bogalijová · Světlana Išmuratovová · Olga Zajcevová · Albina Achatovová | 1:16:12,5 | Německo (GER) · Martina Glagowová · Andrea Henkelová · Katrin Apelová · Kati Wilhelmová | 1:17:03,2 | Francie (FRA) · Delphyne Peretto · Florence Baverelová-Robertová · Sylvie Becaert · Sandrine Bailly | 1:18:38,7 |